# Cotana affinis
Cotana affinis är en fjärilsart som beskrevs av Rothschild 1917. Cotana affinis ingår i släktet Cotana och familjen Eupterotidae. Inga underarter finns listade i Catalogue of Life.